# Karcinomski antigen 15-3
Karcinomski antigen 15-3 ili CA 15-3 je tumorski biljeg koji dobro prati širenje raka dojke, no nažalost zbog slabe osjetljvosti ne pomaže u ranom otkrivanju raka dojke. Otkriven je 1984. godine, a može se pronaći u stanicama sekretornog epitela, dok se u serumu zdravih osoba nalazi u neznatnim količinama. Povišene vrijednosti nalaze se i kod nekih dobroćudnih bolesti, npr. mastopatije, fibroadenoma dojke, bolesti pluća. Osjetljivost CA 15-3 se kod primarne dijagnoze karcinoma dojke kreće od 15-29 %, ovisno o sastavu populacije. S obzirom na proširenost bolesti na regionalne limfne čvorove i metastaziranjem u kosti i visceralne (lat. viscelaris; viscus: utroba) organe može se povisiti u otprilike 70 % slučajeva. Brojna istraživanja pokazuju da mu se razina povećava s godinama, pa je normalno da ga u krvi žena mlađih od 50 godina ima manje nego kod starijih žena. Prosječna vrijednost u krvi zdravih žena je do 28 kIJ/L.
Povišena vrijednost je pronađena i kod drugih vrsta karcinoma: kolonorektalnog karcinoma, raka gušterače, raka pluća, jajnika i jetre.
Uspješan je u praćenju terapije i progresije bolesti, jer signifikantno povećanje od najmanje 25 % kolerira s progresijom bolesti u 90 % bolesnica, a regresijom kod njih 78 %. Bitno je odrediti predoperativnu razinu CA 15-3 radi kasnijeg uspoređivanja.